# Ștefan Bârsănescu
Ștefan Bârsănescu (n. 28 martie 1895, Viperești, Buzău, Regatul României – d. 5 noiembrie 1984, Iași, Republica Socialistă România) a fost un pedagog, eseist și academician român, membru corespondent al Academiei Române și membru al Asociaților Savanților Celebri din Chicago (SUA). Opera sa științifică însumează peste 30 de volume și peste 500 de articole publicate în țară și peste hotare. Fiul lui Ștefan și al Mariei, a urmat școala primară în satul natal, pregătirea secundară la Buzău și la Seminarul „Sfântul Andrei” din Galați, iar în anul 1919 își ia licența în Drept, iar în 1921, și în Filosofie la Universitatea din Iași. Pentru a-și desăvârși pregătirea, audiază cursurile unor profesori de prestigiu  la universități din Germania. în anul 1925 obține doctoratul cu teza Emile Boutroux - viața, opera și filosofia sa.

Între anii 1926-1928, Ștefan Bârsănescu a fost director al Școlii Normale „Vasile Lupu” din Iași.

## Concepții
Educația o considera un act de cultură, format din trei etape:
- receptarea valorilor culturale;
- trăirea acestor valori ale culturii;
- crearea valorilor culturale.

Actul educativ are un caracter complex și cuprinde:
- dezvoltarea capacității de receptare;
- cultivarea aspirației spre idealuri;
- dezvoltarea capacității de creare a valorilor culturale.

## Distincții
- Ordinul „Meritul Cultural” în gradul de Cavaler cl. II, pentru litere (23 septembrie 1942)[3]
- titlul de Profesor Emerit al Republicii Populare Romîne (18 august 1964) „pentru activitate deosebită în domeniul cercetării științifice și contribuție la dezvoltarea învățămîntului superior”[4]
- Ordinul Muncii clasa I (9 aprilie 1965) „pentru merite deosebite în domeniul științific și didactic”[5]

## Opera (selecție)
- Pedagogia pentru școlile normale (1932)
- Didactica (1935)
- Unitatea pedagogiei contemporane ca știință (1936)
- Tehnologia didactică (1939)
- Istoria pedagogiei românești (1941)
- Pedagogia practică (1946)
- Pedagogia agricolă (1946)
- Schola latina de la Cotnari (1957)
- Academia domnească din Iași, 1714-1821 (1962)
- Pagini nescrise din istoria culturii românești (1971)
- Educația, învățământul și gândirea pedagogică din România - dicționar cronologic - (1978, în colaborare cu Florela Bârsănescu)
- Medalioane pentru pedagogia modelelor (1983)

## In memoriam
- Școala gimnazială "Ștefan Bârsănescu", Iași